# 5 * Stunna
5 * Stunna (também conhecido como 5*S) é terceiro álbum do rapper estadunidense Birdman.
Participam do álbum rappers famosos como Fat Joe e Lil Wayne. O CD conta com 22 faixas sendo 3 delas bônus. As gravadoras responsáveis são a Cash Money/Universal e
Young Money.

## Faixas
1. Intro
2. Fully Loaded
3. I Run This feat Lil Wayne
4. They Money "so Fresh"
5. Interlude
6. 100 Million feat Rick Ross, Lil Wayne e Young Jeezy
7. Believe That feat Lil Wayne
8. Wet Paint
9. Grind feat Lil Wayne
10. All The Time
11. Interlude
12. Head Busta
13. Pop Bottles feat Lil Wayne e Jadakiss
14. Love My Hood
15. I'M Stunna
16. Interlude
17. Make Way feat Lil Wayne e Fat Joe
18. So Tired feat Lil wayne
19. Outro
20. We Gangsta Feat Yo Gotti e All Star Cashiville Prince
21. Bossy feat jason derulo
22. R.I.P